# Recife Kingman
Kingman (em inglês:  Kingman Reef, pronunciado: [ˈkɪŋmən riːf]) é um recife de corais tropical, que a área mede 1 km², localizado no norte do Oceano Pacífico, aproximadamente na metade do caminho entre as Ilhas Havaianas e a Samoa Americana, a 6°24' N, 162°24' O. É a mais ao norte das Ilhas da Linha, e um território dependente dos Estados Unidos, administrado de Washington pela Marinha dos Estados Unidos. O recife é fechado ao público.
Ele foi descoberto em 1789, pelo capitão do navio Betsey, Edmund Fanning. O Capitão W. E. Kingman descreveu-o em 1853. O recife foi formalmente anexado aos Estados Unidos em 10 de maio de 1922. O Recife Kingman dista em torno de 920 milhas náuticas ao sul de  Honolulu.

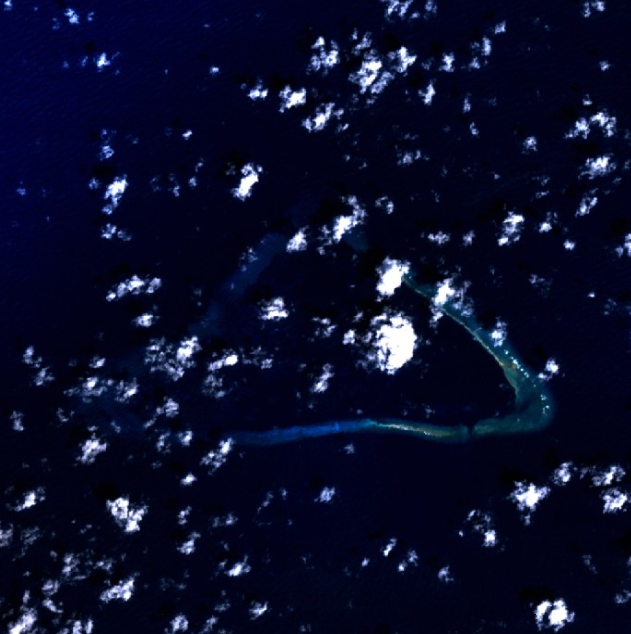
Imagem de satélite do Recife Kingman

Às vezes, sua faixa costeira pode chegar a três quilômetros de circunferência, porém o ponto mais alto do recife mede um metro acima do nível do mar, fazendo de Kingman um perigo marítimo. Ele não possui recursos, é inabitado, e não suporta atividade econômica. O recife cerca parcialmente uma profunda laguna interior que foi usada em 1937 e em 1938 como uma parada entre o Havaí e a Samoa Americana pelos aviões anfíbios da Pan American World Airways. Em 1937, a Pan American World Airways tinha planos de ancorar o navio North Wind como um navio-tanque no Kingman, e utilizar o recife como uma escala para seus anfíbios na rota para a Nova Zelândia, mas a companhia abandonou a ideia achando os custos de conservação de um navio-tanque ocioso muito altos. Houve também a preocupação de que acomodações confortáveis à noite não estariam disponíveis no caso de um defeito mecânico. Como resultado, a companhia aviadora mudou-se para as Ilhas Kanton em 18 de maio de 1939, e começou a servir a Nova Zelândia em 12 de julho de 1940.

Mapa do Recife Kingman